# Мршевци
Мршевци (мкд. Мршевци) су насеље у Северној Македонији, у северном делу државе. Мршевци припадају општини Илинден, која окупља источна предграђа Града Скопља.
Мршевци имају велики значај за српску заједницу у Северној Македонији, пошто Срби чине значајну мањину у насељу.

## Географија
Мршевци су смештени у северном делу Северне Македоније. Од најближег града, Скопља, село је удаљено 27 km источно.
Село Мршевци се налази у историјској области Скопско поље. Село је положено у источном делу Скопске котлине, које је равничарско, пољопривредно подручје, на приближно 330 метара надморске висине.
Месна клима је континентална.

## Становништво
Мршевци су према последњем попису из 2021. године имали 547 становника.
Претежна вероисповест месног становништва је православље.
| Национални састав према попису из 2021.‍ | Национални састав према попису из 2021.‍ | Национални састав према попису из 2021.‍ | Национални састав према попису из 2021.‍ | Национални састав према попису из 2021.‍ |
| --------------------------------------- | --------------------------------------- | --------------------------------------- | --------------------------------------- | --------------------------------------- |
|                                         |                                         |                                         |                                         |                                         |
| Македонци                               | Македонци                               |                                         | 395                                     | 72,2%                                   |
| Срби                                    | Срби                                    |                                         | 143                                     | 26,1%                                   |